# Цензура в России
Цензура в России — осуществление контроля, в том числе государственного, за распространением информации на территории России.
История цензуры является наименее изученным окололитературным явлением в русской культуре. Интерес к изучению цензурных документов появился на рубеже XIX—XX веков, в период либерализации общества, — однако, после революции 1917 года и вообще в советское время исследование царской цензуры сошло на нет. Лишь с середины 1990-х годов началось планомерное изучение русской и советской цензуры — стали проводиться конференции и семинары на эту тематику, с 2001 года публикуются сборники «Цензура в России: история и современность».

## История

### Цензура в Древней Руси
На территории России цензура появилась задолго до первых законов или предписаний, официально регламентирующих её характер и полномочия — и, что немаловажно, задолго до самого появления империи как таковой. Так, в частности, ко времени существования Киевской Руси относится первый древнерусский список, включивший перечень отрече́нных книг, «Изборник 1073 года» (переписанный с болгарского оригинала, предположительно созданного по инициативе царя Симеона I), который был, по мнению ряда историков, составлен по заказу великого князя Изяслава Ярославича и позже переадресован князю Святославу Ярославичу. «Ответы Анастасия Синаита», основную часть «Изборника», следующим образом характеризует О. В. Творогов: «…обширный свод выписок из библейских книг и сочинений авторитетнейших византийских богословов и проповедников: Василия Великого, Иоанна Златоуста, Григория Нисского, Максима Исповедника, Кирилла Александрийского и др. Статьи содержат материал по различным вопросам догматического богословия, христианской нравственности и мироведения».
«Изборник», включивший древнейший список отреченной литературы на Руси, впрочем, не отражал реалии своего времени; так, Н. А. Кобяк отмечает, что из 23 перечисленных апокрифических сочинений в старославянской и древнерусской литературе в переводах и адаптациях было известно только около девяти. Второй переводной работой, содержавшей индекс запрещённых книг, стал «Тактикон» монаха Никона Черногорца. Историк Д. М. Буланин пишет: «В Древней Руси компиляции Никона Черногорца пользовались исключительной популярностью — в редком сборнике, в редком оригинальном средневековом сочинении нет выписок из „Пандектов“ или „Тактикона“. Статьи из Никона Черногорца были довольно рано включены в славянский устав.

### Цензура в Московском княжестве
Особенно популярны компиляции Никона Черногорца становятся в конце XV—XVI вв.; у писателей этого времени (Иосиф Волоцкий, Вассиан Патрикеев, Максим Грек, Зиновий Отенский и др.) постоянно встречаются ссылки на Никона Черногорца или выписки из его сочинений».
Первым истинно славянским списком запрещённых книг учёные называют индекс, размещённый в «Погодинском Номоканоне», датированном XIV веком — он впервые включил произведения славянского автора, болгарского священника Еремии: его компилятивную «Повесть о красном древе» и некоторые другие работы. Индекс включал тексты религиозного содержания, в том числе популярные позднее у «жидовствующих» — «Шестокрыл», «Логику» и «Космографию». Вплоть до начала XVI века количество индексов запрещённых книг регулярно увеличивалось, сами же списки пополнялись новыми произведениями, признаваемыми «ложными и отреченными», однако сдержать массивный наплыв литературы из Византии и южнославянских стран они не могли; Кобяк заключает: «Расширение списков отреченных книг имело ту же цель, что и характерные для конца XV века поучения Иосифа Волоцкого против „неполезных повестей“ и Нила Сорского против „небожественных“ писаний. Но так же как эти поучения, списки далеко не полностью достигали своей цели».

### Цензура в Русском царстве
Титульный лист «Стоглава»
«Официальная» история цензуры в отношении книгоиздателей, отмечает Г. В. Жирков, началась в Русском царстве (в середине XVI века), когда в целях укрепления положения Церкви в борьбе с еретическими движениями был созван Стоглавый собор. Принятый собором сборник решений «Стоглав», состоящий, по сути, из вопросов царя и подробных ответов служителей церкви на них, а также соответствующих постановлений, содержал раздел «О книжных писцах», дававший духовным властям право конфисковать неисправленные рукописи. Таким образом, замечает Жирков, в стране вводилась предварительная цензура всех изданий перед продажей. Помимо прочего, собор предлагал провести ревизию уже имевшихся в обращении книг, что, считал историк, можно назвать «последующей цензурой».
Принятый в 1551 году «Стоглав» стал первым цензурным документом на Руси. Его появление было реакцией на развитие древнерусской книжности и появление большего числа новых литературных памятников, содержание которых не всегда одобрялось церковью и государством. В период с 1551 по 1560 год было издано до 12 грамот и актов, устанавливающих новые меры и правила в соответствии со «Стоглавом». Цензурная деятельность церкви, регламентируемая принятым документом, была ориентирована в основном на борьбу с отступлениями от церковных догматов и священных текстов, ересью и расколом. Множество «отступников» бежало за границу — в частности, в Литву; туда же, опасаясь преследований со стороны осифлянской верхушки церкви, отправились Иван Фёдоров и Пётр Мстиславец. Одной из весомых причин, побудивших издателей к бегству за границу, послужил протест части священников — переписчиков, которые с изобретением печатного станка остались без дела (печатать книги было быстрее и экономически целесообразнее). Фёдоров и Мстиславец были обвинены в ереси. После пожара в типографии, произошедшего в 1566 году, издатели окончательно решили покинуть Москву. «Зависть и ненависть нас от земли и отечества и от рода нашего изгнали и в иные страны, неведомые доселе», — написал позже И. Фёдоров.
В XVII веке неоднократно вводились запреты на использование книг, созданных на территории современных Украины и Белоруссии. К примеру, в 1626 году по рекомендации киевского митрополита Иова Борецкого в Москве был издан «Катехизис» Лаврентия Зизания. Многие представители российского духовенства посчитали, что в «Катехизисе» есть еретические утверждения; в феврале 1627 года в Книжной палате московского Печатного двора прошёл диспут между Зизанием и русскими справщиками. По завершении дискуссии тираж «Катехизиса» был уничтожен; последовавший за этим запрет на ввоз в Россию книг «литовской печати» и указ об изъятии таких книг из русских церквей датирован 1628 годом. После реформ патриарха Никона массово изымались книги, изданные по благословению его предшественников на патриаршем престоле, а также старообрядческие сочинения. Цензура распространялась и на иконопись — в октябре 1667 года был подготовлен указ, запрещающий неискусным иконописцам писать иконы; запрещалось также принимать неосвидетельствованные иконы в лавках и торговых рядах. 
Цензуре подверглось и «лубочное» творчество — гравированные на липовых досках и раскрашенные от руки рисунки, изображавшие по преимуществу религиозные сюжеты, вызывали негодование церковнослужителей. Патриарх Иоаким строжайше запретил их распространение (после 1674 года), конфискованные лубочные картинки сжигали. В 1679 году царь Фёдор III Алексеевич указал создать «Верхнюю» (дворцовую) типографию. Она предназначалась для издания трудов Симеона Полоцкого, учившего детей царя Алексея Михайловича. Типография создавалась для того, чтобы обойти церковную цензуру для царского любимца. Руководил государевой типографией Сильвестр (Медведев). В 1683 году патриарху Иоакиму удалось добиться закрытия неподконтрольной ему типографии, а после свержения царевны Софьи книгохранитель московского печатного двора Сильвестр (Медведев) был казнён. Ещё до приведения в исполнение смертного приговора его сочинения были запрещены Собором 1690 года в Москве и преданы сожжению. В октябре 1689 года в Москве по обвинению в ереси живьём сожжены в срубе немецкий мистик Квирин Кульман и его последователь Конрад Нордерман, надеявшиеся убедить российские власти построить «евангельское царство», которое распространилось бы из Москвы на весь мир. Вместе с еретиками сжигались изъятые в ходе следствия еретические сочинения.

### Цензура при Ельцине
При президенте Ельцине было принято новое либеральное законодательство в области СМИ.
Законодательство Российской Федерации о СМИ определяет цензуру как «требование от редакции средства массовой информации со стороны должностных лиц, государственных органов, организаций, учреждений или общественных объединений предварительно согласовывать сообщения и материалы (кроме случаев, когда должностное лицо является автором или интервьюируемым), а равно наложение запрета на распространение сообщений и материалов, их отдельных частей». Конституцией Российской Федерации цензура была запрещена статьёй 29 (часть 5).
Одним из первых фактов цензуры в кинематографе были протесты РПЦ против показа 30 мая 1997 года по федеральному телеканалу НТВ фильма «Последнее искушение Христа» американского режиссёра и глубоко верующего католика Мартина Скорсезе. Отмене показа предшествовал бурный протест Русской православной церкви против показа фильма. По требованию церкви показ фильма был отложен на несколько месяцев, но всё же состоялся 9 ноября 1997 года. В связи с состоявшимся показом фильма в Москве была организована гневная пресс-конференция Патриарха Московского и всея Руси Алексия II. Выпуск брошюры «Антихрист в Москве» был целиком посвящён событиям вокруг картины, где она была охарактеризована как «самый кощунственный фильм, созданный за последние десятилетия». «Масштабы совершённого богохульства беспрецедентны, — писало издание, — в него оказались вовлечены десятки миллионов людей». В ходе специальной экспертизы, состоявшейся в 2012 году, эксперты Российского института культурологии не обнаружили в фильме Скорсезе ничего противозаконного.

## Цензура при Путине
Конституцией Российской Федерации цензура запрещена — статья 29 (часть 5). Однако существует множество фактов цензуры творчества и ограничения свободы распространения информации со стороны государственных властей, общественных организаций, самоорганизовавшихся «групп оскорблённых граждан».
Также известно как минимум два случая, когда суд вынес приговор за проявление цензуры со стороны местных властей — в 2006 и 2012 годах.
В начале 2022 года после начала вооружённого вторжения России на Украину начался новый, усиленный, виток цензуры. 24 февраля Роскомнадзор потребовал от СМИ писать материалы о событиях на Украине «только по официальным российским источникам». Нарушившим требование грозит блокировка и штраф до 5 млн рублей. А уже 4 марта был принят закон о военной цензуре, устанавливающий уголовную ответственность. Власти закрыли ряд российских СМИ, заблокировали множеств интернет сайтов, а к концу 2022 года появился негласный список музыкальных групп и исполнителей чьи песни нельзя использовать на дискотеках и других мероприятиях, в список попали те, кто ранее публично осудил российское вторжение.

### Мнение властей
В 2023 году сотрудница Генпрокуратуры РФ, комментируя вопросы о преследовании журналистов, заявила, что в России «цензура запрещена», а закон «защищает журналистов». По её словам, уголовные процессы против журналистов в стране связаны не с их деятельностью, а возбуждены из-за «общеуголовных преступлений, например, за мошенничество и шпионаж в пользу другой страны».

### Общие проблемы
В июне 2015 года, когда о навязывании государством цензуры творчества в России стали говорить во весь голос, газета «Известия» опубликовала программную статью министра культуры РФ Владимира Мединского, озаглавленную «Кто не кормит свою культуру, будет кормить чужую армию». В статье глава Минкульта отметил, что государство обязано не только субсидировать культуру, но и следить за содержанием созданных при его поддержке произведений, оно должно системно поощрять только проекты, отражающие ценности консервативного большинства населения. Мединский указал на негативные эффекты имеющейся в России политической цензуры и отметил, что роль чиновничьего аппарата сводится к обеспечению финансовых, административных и ценностных правил: государство не ограничивает художника в творческих методах, но выполняет функции контроля, если произведение оказывается оскорбительным для граждан. В качестве назидательного примера министр привёл увольнение директора Новосибирского государственного академического театра оперы и балета Бориса Мездрича после скандала c оперой Рихарда Вагнера «Тангейзер» в постановке Тимофея Кулябина.
Организация Freedom House относит Россию к странам с несвободным интернетом. По данным Freedom House на 2016 год, ситуация с цензурой в Рунете имеет тенденцию к ухудшению. Основная часть ограничений интернета в Российской Федерации осуществляется в рамках антитеррористической деятельности. Цензура также отслеживает и блокирует в Рунете сообщения на ЛГБТ-тематику, связанные с войной на востоке Украины, заявления внепарламентской политической оппозиции, тексты националистической направленности, а также сайты, связанные с детской порнографией. Распространёнными в России, по данным организации, являются блокировка нежелательных сайтов, изъятие их контента, политическое и экономическое давление властей на онлайн-издания, кибератаки на независимые медиаресурсы. Около 60 % россиян считают цензуру в интернете необходимой, против цензуры отдельных сайтов и публикаций — только 25 % опрошенных Левада-Центром. Число сторонников цензуры в Интернете среди россиян имеет тенденцию к возрастанию.
В ноябре 2016 года министр культуры РФ Владимир Мединский утверждал, что цензуры в России ни в какой форме нет, а за спорами о ней кроются финансовые, творческие и семейные проблемы видных деятелей российской культуры.
2 декабря 2016 года на совместном заседании Совета по культуре и искусству и Совета по русскому языку президент РФ Владимир Путин указал, что «принцип свободы творчества абсолютно незыблем», назвал попытки срыва спектаклей и выставок полностью недопустимыми и поручил пресекать их по всей строгости закона. Вместе с тем Путин напомнил деятелям искусства о грани между «оскорбительным эпатажем и творческой акцией».

### Цензура на телевидении
В марте 2008 года тележурналист Владимир Познер, работающий на Первом канале государственного телевидения России, выступая на заседании Общественной палаты РФ, посвящённом вопросам морали и нравственности на отечественном телевидении, заявил, что в России нет свободы слова. В 2011 году Познер впервые официально признал существование на российском телевидении «стоп-листов» — списков людей, которых нельзя приглашать для участия в телепередачах. В частности, с 2010 года доступ на федеральные телеканалы из-за строгой цензуры был закрыт для Бориса Немцова, Гарри Каспарова, Михаила Касьянова, Эдуарда Лимонова, Алексея Навального и других оппозиционеров. По свидетельству Познера в мае 2015 года, несмотря на то, что Немцов находился на пике популярности и представлял несомненный интерес для телезрителей, пригласить политика на телеэфир в свою авторскую программу на «Первом канале» он в силу строгих запретов не мог, хотя очень хотел и много раз пытался это сделать.
Телевидение в наибольшей степени подвергается политической цензуре, полагает кинокритик Ирина Петровская. «Критика и неугодные материалы» своевременно не освещаются, например массовые протесты 4 декабря 2011 года стали освещать лишь через неделю. На российском телевидении отсутствует политическая сатира (что является важным признаком демократии), так как власть не приемлет её в свой адрес на телеэкранах. Это же послужило причиной разгрома старого НТВ после того, как на телеканале показали куклу Путина в образе «гофмановского крошки Цахеса».
25 ноября 2010 года на церемонии вручения премии имени Владислава Листьева телеведущий Леонид Парфёнов проанализировал ситуацию с цензурой, сложившуюся на российском телевидении. Согласно утверждению Парфёнова, критика в адрес первых лиц государства на главных федеральных телеканалах невозможна, а высшая государственная власть в России освещается на телеэкране в духе традиций похоронного ритуала — то есть о ней в новостных программах можно говорить либо хорошо, либо ничего.
Предметом внимания СМИ были также частные факты цензуры кинематографических произведений со стороны федеральных телеканалов. В июне 2013 года кинорежиссёр и сценарист Николай Досталь обратился с открытым письмом к Генеральному директору ВГТРК Олегу Добродееву по поводу демонстрации своего фильма «Штрафбат» по каналу «Россия-1». По словам Досталя, по всему фильму вырезались отдельные крепкие слова и словечки, вырезались грубо, «по живому», даже из песни штрафников-уголовников. Были сокращены несколько сексуальных сцен. Досталь заявил, что «всех случаев неуважительного отношения к авторам фильма не перечислить» и что он испытал «чувство горечи и стыда за такую грубую, мелочную и ханжескую цензуру».
В феврале 2012 года из ток-шоу «Познер» была вырезана часть прямого эфира о споре между Тиной Канделаки и Владимиром Познером о допуске Алексея Навального на телевидение. Часть эфира была показана в восточной части страны, но до европейской она дошла лишь в обрезанном виде. Позднее на пресс-конференции по поводу этого инцидента Познер подтвердил, что фактически имело место цензурирование эфира. Как пояснил сам Познер, в студии всегда находится человек, который сообщает информацию генеральному директору, который затем исключает те или иные кадры..
Режиссёру Владимиру Мирзоеву тоже пришлось столкнуться с цензурой. Второй канал купил фильм «Человек, который знал всё», в котором он участвовал в качестве режиссёра и сопродюсера. При показе из фильма была изъята ключевая фраза для понимания сюжета фраза «Я твоя сучка», причём разрешения на это никто не спрашивал. Мирзоев считает, что цензура на телевидении идёт от руководства каналов. По предположению режиссёра, ТВ курируют также спецслужбы, и художественная правда кажется этим людям слишком резкой. Создатели фильма вынуждены мириться с цензурой, поскольку единственная реальная возможность для них заработать — продать фильм на федеральный канал.
В июле 2013 года заместитель главного редактора телеканала «Россия-24» Александр Орлов утверждал, что он был уволен за публикации в социальных сетях в поддержку оппозиционера Алексея Навального.
В декабре 2016 года телеведущий Константин Сёмин заявил о вырезке Пятым каналом части сюжетов из киноэпопеи «Освобождение» по политическим и идеологическим мотивам. В частности, были исключены эпизоды, показывающие И. В. Сталина с положительной стороны.

### Цензура в кинематографе
О том, что в России установлен особый порядок для постановок и произведений, которые ставятся и снимаются за счёт государственного бюджета, что государство заказывает произведения искусства на ту или иную тему, утверждал пресс-секретарь президента РФ Дмитрий Песков. Реагируя на директивы, кинорежиссёр Андрей Звягинцев в октябре 2016 года возразил, что своими «заказами» чиновники «оскопляют творческую мысль». Неприятие у лауреата Венецианского и Каннского кинофестивалей вызвал и сформулированный Песковым общий принцип госзаказа в искусстве, сводящийся к тому, что чиновники тратят деньги государства на фильмы и спектакли в интересах самого государства. В концепции Пескова Звягинцева поразила забывчивость чиновников, «что это не их деньги, а наши, [налогоплательщиков]… Чиновники решили, что именно они знают, что нужно народу, и на его деньги заказывают свои жалкие поделки». Финансовую зависимость российских театров, которая в значительной мере влияет на репертуар, назвал цензурой Армен Джигарханян.
Новый всплеск проявления цензуры в кинематографе связывают с деятельностью министра культуры Владимира Мединского, назначенного на эту должность в 2012 году. Кинокритик, экс-глава Гильдии киноведов и кинокритиков России Виктор Матизен приводит в качестве примеров отказы в выдаче прокатных удостоверений фильмам «Клип» режиссёра Майи Милош и «Приказано забыть» режиссёра Хусейна Эркенова, а также требования изменить сценарий проекта Александра Миндадзе «Милый Ганс, дорогой Пётр», расценивая их как фактическое «введение отменённой Конституцией цензуры». Принятый в 2014 году закон о запрете на использование нецензурной лексики, распространяющийся на показы фильмов в кинозалах, также трактуется экспертами как введение в России цензуры. Согласно этим требованиям была переозвучена авторская версия фильма «Да и да» режиссёра Валерии Гай Германики, где ненормативная лексика была частью художественного замысла мелодрамы, диктовалась содержанием и логикой развития сюжета.
В ноябре 2014 года Министерство культуры РФ отказало в финансировании международному фестивалю документального кино «Артдокфест». Причиной стала политическая позиция президента фестиваля, кинорежиссёра Виталия Манского; по словам министра — «антигосударственная». Мединский отметил, что не допустит финансирования проектов Манского, пока остаётся в министерском кресле.
До 2015 года получение фильмом прокатного удостоверения было лишь формальностью для занесения картины в Государственный реестр кино- и видеофильмов и получения возрастного рейтинга. Но затем оно стало использоваться как средство цензуры. Так, в 2015 году за два дня до релиза было отозвано удостоверение, уже выданное фильму Даниэля Эспиносы «Номер 44» о поисках серийного убийцы в сталинском СССР.
В 2016 году представители общественного движения «Царский крест» обнаружили в снимающемся фильме «Матильда» режиссёра Алексея Учителя об отношениях императора Николая II с балериной Матильдой Кшесинской «антироссийскую и антирелигиозную провокацию в сфере культуры». После запроса депутата Госдумы РФ Натальи Поклонской в Генпрокуратуру РФ была проведена проверка материалов фильма, нарушений не выявлено.
В январе 2018 года у комедии «Смерть Сталина» в Минкульте РФ аннулировали прокатное удостоверение по причине, как сказал председатель Общественного совета при Минкульте РФ Юрий Поляков, наличия в картине «признаков идеологической борьбы». Опрошенные порталом Росбизнесконсалтинг эксперты, деятели культуры и политики расценили отмену проката фильма накануне премьеры политическими и идеологическими причинами. Министр культуры РФ Мединский рассуждал о том, что «люди старшего поколения, да и не только», могут посчитать ленту «оскорбительной насмешкой над всем советским прошлым», армией СССР и жертвами сталинизма.
Летом 2018 года в связи с тем, что показ фильма «Донбасс» планировалось провести в Москве в музее современного искусства «Гараж» без прокатного удостоверения, руководству музея было внесено предостережение Министерством культуры РФ, с тех пор открытой премьеры в кинотеатрах России так и не состоялось.
В 2019 году Элтон Джон обвинил Россию в цензуре, написав в Instagram: «…российские дистрибьюторы подвергли жесткой цензуре мой фильм „Рокетмен“, удалив все упоминания о моем обретении истинного счастья в 25-летних отношениях с Дэвидом и воспитании двух прекрасных сыновей». Представительница прокатной компании «Централ Партнершип» сообщила ТАСС, что изменения были внесены «для соответствия картины законодательству РФ».
В сентябре 2022 года было отозвано прокатное удостоверение у документального фильма «Голод» режиссёра Татьяны Сорокиной о голоде в Советской России в начале 1920-х годов из-за «шокирующей зрителей информации» и «многочисленных жалоб на данную картину».
В конце 2022 года Правительство РФ увеличило список оснований для отказа в выдаче прокатного удостоверения и его отзыва в связи с принятием закона о запрете ЛГБТ-пропаганды. На этом основании в марте 2023 года было отозвано удостоверение у фильма «Купе номер шесть» режиссёра Юхо Куосманена.
В сентябре 2023 года было отозвано прокатное удостоверение у фильма «Айта режиссёра Степана Бурнашёва за якобы демонстрацию «неравенства лиц по национальному признаку». Тогда же в выдаче прокатного удостоверения было отказано комедии Дмитрия Шадрина «Кандидат», один из персонажей которой переодевается в женскую одежду с авантюрными целями: в этом, как сообщается, усмотрели «пропаганду ЛГБТ». В октябре 2023 года было отказано в выдаче прокатного удостоверения фильму Александра Сокурова «Сказка», причем конкретная причина для этого не была указана — была лишь приведена ссылка на подпункт «ж» пункта 18 правил выдачи, отказа в выдаче и отзыва прокатного удостоверения: «в иных определенных федеральными законами случаях».
Согласно Федеральному закону №324-ФЗ от 31.07.2025, вступающему в силу с 1 марта 2026 года, основанием для отказа в выдаче прокатного удостоверения на фильм будет «наличие в фильме материалов, дискредитирующих традиционные российские духовно-нравственные ценности и (или) пропагандирующих их отрицание».

### Цензура в театрах и на выставках
С мая 2012 года в России, когда министром культуры РФ стал Владимир Мединский, в России участились нападки провластных и православных активистов на выставки и спектакли. На съезде Союза театральных деятелей России в октябре 2016 года Константин Райкин заявил в связи с этим о наличии цензуры на театральные постановки и охарактеризовал эти нападки как «наезды на искусство, на театр, в частности… совершенно беззаконные, экстремистские, наглые, агрессивные, прикрывающиеся словами о нравственности, о морали…».
21 октября 2012 года в Санкт-Петербургском музее современного искусства «Эрарта» был отменён моноспектакль «Лолита» по роману Владимира Набокова. Отменить постановку пришлось после того, как исполнителю главной роли, заслуженному артисту России Леониду Мозговому, актёрам и организаторам стали угрожать расправой «возмущённые казаки Санкт-Петербурга», разославшие гневные письма в городские СМИ. Активисты потребовали запретить «богохульный спектакль» — поскольку действо, как им показалось, «подпадает под статью о пропаганде гомосексуализма и педофилии среди детей».
В ноябре 2013 года православные активисты прервали спектакль «Идеальный муж» в МХТ имени Чехова, требуя прекратить «святотатство». Мотивируя дебош, активист московского Миссионерского центра имени пророка Даниила Дмитрий Энтео (Цорионов) утверждал, что на сцене МХТ творится «содомия и хула на священство». В июле 2015 года священник Русской православной церкви, проректор Православного Свято-Тихоновского гуманитарного университета Димитрий Смирнов вместе с группой православных активистов из более чем 100 человек пытался сорвать «празднование» 20-летия радиостанции «Серебряный дождь» в Москве. Ворвавшись на сцену, Смирнов с прихожанами прервали концерт под предлогом того, что «музыка мешает богослужению» в храме, находящемся в километре от концертной площадки. В июле 2016 года в Санкт-Петербурге граждане требовали прикрыть наготу установленной в центре города копии статуи Давида работы Микеланджело. В 2016 году произошло ещё несколько резонансных событий — изъятие из репертуара оперы «Тангейзер» в Новосибирском оперном театре, срыв показа в омской опере рок-спектакля «Иисус Христос — суперзвезда», отмена в Омске после вмешательства Омской епархии спектакля «Хоровод» польского режиссёра Петра Шальши по пьесе австрийского драматурга Артура Шницлера, прокурорская проверка спектакля «Все оттенки голубого» в театре «Сатирикон», на который поступил заявление о «растлении малолетних», закрытие в московском Центре братьев Люмьер выставки американского фотографа Джока Стёрджеса «Без смущения», включавшей фотографии девочек и девушек из нудистских общин; при этом экспонаты были облиты мочой, а скульптуры — разломаны.
Реагируя на факты цензуры против творческой деятельности, связанные с нетерпимостью части православной общественности и клира к художественной интерпретации образа Спасителя, Русская православная церковь 1 ноября 2016 года призвала повсеместно разрешить показ рок-оперы «Иисус Христос — суперзвезда». Согласно разъяснению РПЦ, следует различать «неканоническое и кощунственное изображение святыни», учитывать, что произведения со сценическим воплощением образа Христа по своей природе «не могут обладать догматическим или каноническим авторитетом», однако они нередко привлекают людей в храмы, «могут давать повод для споров и дискуссий, быть более или менее удачными, их можно принимать или нет, но нельзя запретить художнику черпать вдохновение в Священном Писании».
Театральный режиссёр и актёр, народный артист России Константин Райкин в октябре 2016 года на съезде Союза театральных деятелей России осудил вмешательство государства, провластных общественных организаций и «групп оскорблённых граждан» в культурную жизнь страны под прикрытием понятий «Родина», «духовность», «нравственность», охарактеризовал эти явления как «возврат в Россию позорной цензуры сталинского времени».
О том, что в России появились оскорблённые персонажи, которые «пытаются диктовать художникам, что они должны делать», свидетельствовал и народный артист СССР Олег Табаков. Говоря об агрессивных действиях активистов «общественной цензуры», Табаков отметил, что «эти люди сами себе внушили, что если [государственной] цензуры нет, то они должны контролировать искусство». Табаков выразил уверенность, что такие методы «лазутчиков от цензуры» не помогут создать «правильное искусство». Распространяющуюся в России цензуру творческой деятельности вслед за Райкиным, Звягинцевым и Табаковым осудили также Владимир Познер, Евгений Миронов и Сергей Безруков. Проблемы наступления цензуры и морализаторства на свободу творчества в ноябре 2016 года обсуждались на специальном совещании художественных руководителей театров у первого заместителя главы администрации президента РФ Сергея Кириенко.
В июле 2022 года концертные агентства начали включать в договоры с российскими артистами дополнительные условия, которые запрещают им делать политические заявления со сцены (например — «распространять не соответствующую действительности информацию о ходе специальной военной операции на Украине любым способом, включая аудиовизуальный» и «использовать государственные символы Украины и другие символы, которые могут сформировать „неправильные выводы о целях и задачах Вооруженных сил России в Украине“»). При нарушении условий договора, в том числе если концерт будет отменён или перенесён, артисты обязаны за свой счёт компенсировать расходы. В контракте также прописан штраф в 500 тысяч рублей, который надо оплатить в течение трёх дней.

### Цензура печати
В ноябре 2013 года в СМИ появились сообщения о том, что при проверке литературы в школьных библиотеках на Ставрополье прокуроры обнаружили «книги, не совместимые с задачами образовательного процесса», содержащие мистику, эротику и ужасы. Старший помощник прокурора Ставропольского края по надзору за исполнением законов о несовершеннолетних и молодёжи Курбангали Шарипов выявил 215 нарушений закона о защите детей от вредоносной информации и потребовал изъять из «общего зала в открытом доступе для учащихся» произведения Сергея Есенина и Владимира Набокова. После того, как эта информация появилась в СМИ, Генпрокуратура России опровергла проведение такой проверки, однако, уволила Шарипова.
13 июня 2014 года издание для учителей «Первое сентября» заявило, что оно прекращает выходить по политическим причинам. «Постепенно сокращались гражданские свободы, пока школу все больше и больше загоняли в нечеловеческие условия».
17 апреля 2020 г. в СПЧ сочли актом цензуры предписание Роскомнадзора об удалении статьи Елены Милашиной из «Новой газеты» о коронавирусе в Чечне.
28 апреля 2020 г. объединение «Синдикат-100» в составе телеканала «Дождь», «Новая газета», «Meduza», «Эхо Москвы», «Такие дела», Znak.com, «Кавказский узел», ТВ2 и ряда региональных СМИ  опубликовали открытое письмо против цензуры и применения закона о фейках в условиях пандемии коронавируса в России.
С конца 2022 года в библиотеках Москвы начали маркировать неугодные государству книги, а некоторые изымать. Среди неугодных авторов оказались: Антон Долин, Дмитрий Глуховский, Майкл Каннингем, Оксана Васякина, Джон Бойн, Борис Акунин, Харуки Мураками, Стивен Фрай и другие.
С 2022 года в российских общеобразовательных учебниках начали активно «вычищать» упоминание Украины и Киевской Руси, последняя была заменена просто Русью, подобная цензура была замечена и после 2014 года. «Можно упоминать, как мы спасали Киев, но говорить о какой-либо самостийности Украины как страны уже нельзя» — сообщил один из редакторов издательства «Просвещение».

### Интернет-цензура
Интернет-провайдеры блокируют сайты, содержащиеся в Едином реестре доменных имен, указателей страниц сайтов в информационно-телекоммуникационной сети «Интернет» и сетевых адресов, позволяющих идентифицировать сайты в информационно-телекоммуникационной сети «Интернет», содержащие информацию, распространение которой в Российской Федерации запрещено, в основном подменяя записи DNS и переадресуя пользователей на страницу с уведомлением о блокировке сайта.
В сентябре 2009 года Минюст выступил с предложением ужесточить наказание за несанкционированный доступ к государственным сайтам, а также изменить порядок регистрации доменных имен в зоне .ru. По новым правилам потребуется подтверждение данных о лицах, регистрирующих доменные имена, а провайдеры будут обязаны предоставлять правоохранительным органам информацию о пользователях и оказанных им услугах. Кроме того, впервые в российской практике органы получат право требовать от провайдера приостановить оказание услуг для конкретных пользователей, а невыполнение подобного решения будет наказываться крупными штрафами.
6 декабря 2009 года крупный WiMAX-провайдер Yota (Скартел) временно заблокировал для пользователей Москвы ряд сайтов, которые можно в той или иной мере назвать оппозиционными. Среди них официальные сайты Гарри Каспарова, движений НБП, Солидарность и Объединённый гражданский фронт, а также интернет-изданий The New Times и Кавказ-центр. Ко всему прочему, недоступен оказался и сайт Президента России. В самой компании временную невозможность попасть на указанные сайты объяснили техническими проблемами, в том числе — со стороны самих сайтов.
27 июля 2012 журналист и блогер Олег Козырев и ряд других блогеров сообщили, что Билайн заблокировал сайт Алексея Навального «Добрая машина правды». На сайте техподдержки оператора написано следующее: «Данный ресурс заблокирован по решению органов государственной власти».
28 июля 2012 года был принят Федеральный закон № 139-ФЗ. С 1 ноября начал функционировать реестр сайтов, запрещённых в российском сегменте сети Интернет.
4 ноября 2016 года вице-спикер Госдумы РФ, журналист Пётр Толстой предложил жёстко пресекать высмеивание патриотических ценностей в Сети. Раздражение бывшего телеведущего вызвали распространившиеся в блогосфере словечки «крымнашисты», «ватники», «колорады», «православнутые» и т. п., а также авторы постов в соцсетях, которые «изливают тонны желчи, чтобы высмеять традиционные ценности русского народа: веру и православие, семью, духовность».
В июле 2017 года Государственной Думой во втором чтении был принят законопроект о запрете анонимайзеров, Tor и VPN-сервисов, поиск которых поручат сотрудникам ФСБ и МВД. В проекте также значатся поисковые системы, которые парламентарии хотят обязать удалять из выдачи для российских пользователей заблокированные сайты.
После начала вторжения России на Украину Роскомнадзором было заблокировано беспрецедентное количество зарубежных и российских интернет-ресурсов (более 1500), на которых высказывалась позиция, хоть сколько-нибудь отличная от официальной. Заблокированы были как СМИ, так и социальные сети (Twitter, Instagram, Facebook). Facebook был полностью заблокирован 4 марта, а Instagram 14 марта — ввиду того, что владеющая ими компания Meta официально разрешила призывы к насилию против российских граждан. В марте 2022 Википедия получила два уведомления от российских властей с требованием удалить неугодные статьи о российском вторжении, в противном случае угрожали блокировкой.
Был заблокирован сайт фонда «Свободная Бурятия» после того, как его глава сообщила, что 150 бурятских военнослужащих вернулись с Украины, отказавшись воевать. 26 января 2023 года Генеральная прокуратура признала издание «Медуза» нежелательной организацией. До этого аналогичное решение было принято в отношении «Проекта». Под угрозой блокировки в декабре 2021 года Роскомнадзор вынудил ряд российских СМИ удалить новости на основе расследований «Проекта».
В декабре 2024 года в России начали тестировать способы изолирования российского сегмента интернета от всего остального. Так 6 декабря 2024 года от Роскомнадзор на несколько часов отключил три республики — Чечню, Дагестан и Ингушетию — от мирового Интернета.
В июле 2025 года Государственная дума приняла закон, вводящий административные штрафы за умышленный поиск в интернете материалов, включённых в федеральный список экстремистских материалов. Закон также установил штрафы за рекламу VPN-сервисов и признал их использование отягчающим обстоятельством при совершении преступления. Несмотря на заверения властей, что мера направлена против умышленных действий в условиях «информационной войны» и не затронет рядовых граждан, инициатива подверглась резкой критике со стороны парламентской оппозиции и общественных деятелей, включая главу Лиги безопасного интернета Екатерину Мизулину. Критики указывали на нарушение конституционного права на информацию, практическую неисполнимость из-за огромного размера списка запрещённых материалов и риски для работы журналистов и юристов. Принятие закона сопровождалось одиночными пикетами и задержаниями протестующих.